# Мана Мамувене
Мана Мамувене (фр. Mana Mamuwene, нар. 10 жовтня 1947) — заїрський футболіст, що грав на позиції півзахисника.
Виступав за клуби «Санга Баленде» та «Імана», а також національну збірну Заїру. У складі збірної — володар Кубка африканських націй.

## Клубна кар'єра
У дорослому футболі дебютував 1965 року виступами за команду «Санга Баленде», в якій провів дев'ять сезонів.
1974 року перейшов до клубу «Мотема Пембе», за який відіграв сім сезонів і двічі став чемпіоном Заїру. Завершив професійну кар'єру футболіста виступами за команду «Мотема Пембе» у 1980 році.

## Виступи за збірну
Виступав за національну збірну Заїру. У складі збірної був учасником Кубка африканських націй 1974 року в Єгипті, зігравши у всіх шести іграх і здобувши того року титул континентального чемпіона.
Того ж 1974 року був учасником першої в історії для збірної ДР Конго/Заїру світової першості — чемпіонату світу 1974 у ФРН. У своїй групі команда зайняла останнє 4 місце, поступившись Шотландії, Бразилії та Югославії. Мамувене зіграв в усіх трьох матчах, а команда встановила антирекорд чемпіонатів світу, пропустивши 14 голів і не забивши жодного.

## Титули і досягнення
- Чемпіон Заїру (2):

«Імана»: 1974, 1978
- Володар Кубка африканських націй (1):

Заїр: 1974